# 鹤庆猪屎豆
鹤庆猪屎豆（学名：Crotalaria heqingensis）为豆科猪屎豆属下的一个种。

## 扩展阅读
- 維基物種上的相關：鹤庆猪屎豆